# 拉登·阿里芬
拉登·阿里芬（或拼作，1902年6月23日—1976年12月28日），已故印度尼西亞電影導演。他本來是民族主義運動的參加者，之後曾在戲劇界和電台工作，至1940年加入電影業，從影25年間，總共參與36部電影的製作過程。晚年的他也是電影雜誌《繽紛》的總編輯。

## 早期生涯
阿里芬在1902年6月23日生於荷屬東印度西爪哇省芝馬墟，擁有小學學歷。他在1923年投身新生的民族主義運動和勞工運動，為多家報章撰文，結果在1920年代末期被荷蘭殖民政府囚禁三年，之後又因為加入印度尼西亞民族黨而在1930年被判入獄兩年，至1931年獲釋。把精力轉移到戲劇界之後，他在1930年中期參加由安查爾·阿斯馬拉領導的博萊羅劇團（Bolero），然後離開劇團，轉到電台擔任廣播劇導演，在那裏工作了一段時間。
加入電影業之後，阿里芬在1940年首執導演筒，和R·胡（R Hu）一起為友聯影業拍攝電影《溢血財產》，這部電影講述的是大地主為富不仁，最終自嚐惡果的故事。他在翌年完成了兩部導演作品，其中一部作品《純潔的愛情》由民族主義者阿德南·卡保·加尼主演，對象是受過教育的觀眾，結果獲得好評，另一部是《女人與鬥士》。在這一年裏，他也為星辰影業拍攝的影片《八哥猴》撰寫劇本。
1942年日本佔領東印度群島後，阿里芬開始為啟民文化指導所工作，日本佔領地政府也安排他為日本映畫社（日映）拍攝兩部宣傳片。阿里芬為日映拍攝的作品《南方的願望》（1944年）是奉命到日映雅加達製作所印度尼西亞映畫部工作的日本電影導演倉田文人起用印尼導演和演員拍攝的一部電影，目的是號召土著加入兵補，為日本而戰。印尼電影史學家米斯巴赫·尤薩·比蘭認為，倉田才是這部電影實際上的導演，阿里芬只是他的助手。他在日佔時期完成的另一部作品《到彼岸》（Keseberang）是一部短篇電影，在1943年或1944年上映。

## 晚年生涯
1945年日本投降後，阿里芬等人接收了日映的設備，然後於印度尼西亞共和國的臨時首都日惹成立印度尼西亞新聞紀錄電影製片廠，在獨立戰爭進行得如火如荼之際，專注拍攝新聞片。荷蘭承認印尼獨立後，阿里芬在1950年再次拍攝長片，為電影《心靈在哭泣》（Meratap Hati）擔任導演，刻畫女主角被丈夫拋棄之後悵然若失的心情。1950年代中後期是他最多產的時期，他在這6年間完成的作品佔全部作品的一半以上。
1958年，阿里芬跟隨安查爾的腳步，在《繽紛》雜誌（Varia）的編輯部任職，起初是擔任助理，然後在1961年接替逝世的安查爾，擔任《繽紛》總編輯。自此他的電影產量開始減少，他的最後一部作品《追山山不跑》（Takkan Lari Gunung Dikedjar）在1965年上映，講述醫生的妻子、女歌星和她男朋友的三角關係。1976年12月28日，阿里芬在西爪哇省萬隆逝世。

## 作品
阿里芬參加了大約36部電影的製作過程，包括33部執導作品（在大部分情況下，他也兼任編劇）和一部參演作品。

### 演出作品
- 《陶凡》（Taufan，1952年）

### 製作作品
| - 《溢血財產》（1940年）——導演 - 《純潔的愛情》（1941年）——導演兼編劇 - 《八哥猴》（1941年）——編劇 - 《女人與鬥士》（1941年）——導演 - 《南方的願望》（／，1944年）——導演兼編劇 - 《到彼岸》（Keseberang，1944年，短篇電影）——導演 - 《心靈在哭泣》（Meratap Hati，1950年）——導演 - 《高尚的情操》（Budi Utama，1951年）——導演 - 《人民在選擇》（Rakjat Memilih，1951年）——導演 - 《黛薇與選舉》（Dewi dan Pemilihan Umum，1954年）——導演 - 《晚上的雅加達》（Djakarta Diwaktu Malam，1954年）——導演 - 《安斯·阿琪》（Eulis Atjih，1954年）——導演 - 《責任與愛情之間》（Antara Tugas dan Tjinta，1954年）——導演 - 《孔德·芝約達》（Konde Tjioda，1954年）——導演兼編劇 - 《今非昔比》（Lain Dulu Lain Sekarang，1954年）——導演兼編劇 - 《雅加達加多加多》（Gado-gado Djakarta，1955年）——導演、編劇兼攝影師 - 《挖坑填坑》（Gali Lobang Tutup Lobang，1955年）——導演 - 《過河拆橋》（Habis Manis Sepah Dibuang，1955年）——導演 | - 《只有一週》（Hanja Sepekan，1955年）——編劇 - 《星期天》（Hari Minggu，1955年）——導演 - 《甘札納女王》（Ratu Kentjana，1955年）——導演兼編劇 - 《貪污》（Korupsi，1956年）——導演 - 《國家公僕》（Pegawai Negeri，1956年）——導演 - 《父親的看法》（Konsepsi Ajah，1957年）——導演兼編劇 - 《我在等甚麼？》（Apa jang Kunanti?，1957年）——導演兼編劇 - 《鮮花與武士》（Bunga dan Samurai，1958年）——導演兼編劇 - 《印度尼西亞婦女》（Wanita Indonesia，1958年）——導演 - 《學校圍牆的背後》（Dibalik Dinding Sekolah，1961年）——導演 - 《蜜蜂與鮮花》（Kumbang dan Bunga，1961年）——導演 - 《五千萬噸》（Limapuluh Megaton，1961年）——導演 - 《雙生女》（Dara Kembar，1960年）——導演兼編劇 - 《進城》（Kekota，1960年）——導演 - 《報販》（Pendjual Koran，1960年）——導演兼編劇 - 《馬芒》（Si Mamang，1960年）——導演兼編劇 - 《追山山不跑》（Takkan Lari Gunung Dikedjar，1965年）——導演 |

## 備註
1. ↑  拉登是对爪哇贵族男子的尊称。

## 腳註
1. 1 2 3 4  Filmindonesia.or.id, Rd Ariffien.
2. 1 2 3  Biran 2009，第232頁.
3. ↑  Abdullah, Biran & Ardan 1993，第251頁.
4. 1 2  Biran 2009，第233頁.
5. ↑  Filmindonesia.or.id, Harta Berdarah.
6. ↑  Biran 2009，第262頁.
7. 1 2 3 4 5 6  Filmindonesia.or.id, Filmography.
8. ↑  倉沢 1989，第64頁.
9. ↑  岡田 2002.
10. ↑  Beeldengeluid.nl, Berdjoang.
11. ↑  Biran 2009，第340頁.
12. ↑  倉沢 1989，第62頁.
13. ↑  Filmindonesia.or.id, Meratap Hati.
14. ↑  Encyclopedia of Jakarta, Andjar Asmara.
15. ↑  Filmindonesia.or.id, Abisin Abbas.
16. ↑  Filmindonesia.or.id, Takkan Lari.
17. ↑  PNRI, Detail Cantuman Kronika.

## 外部連結
- 拉登·阿里芬在互联网电影资料库（IMDb）上的資料（英文）